# بوژوا
بوژوا (به مجاری:  Bózsva) یک شهرداری در مجارستان است که در بورشود-آبااوی-زمپلن واقع شده‌است. بوژوا ۱۶٫۳۹ کیلومتر مربع مساحت و ۲۱۴ نفر جمعیت دارد.